# Kőér utcai járműtelep
A Kőér utcai járműtelep egy közlekedéssel kapcsolatos üzemi létesítmény, amely a budapesti Kőbánya-Kispest vasútállomás vasútállomás közelében található.

## Jellemzői
A budapesti metróvonalakhoz az idők során különböző kocsiszínek épültek. Első ezek között az M1-es metróvonal Aréna úti kocsiszíne volt, majd az 1950-es évektől épített M2-es metróvonalhoz tartozó Fehér úti Főműhely és metró kocsiszín. A harmadik nagy létesítmény 1974 és 1983 között épült fel az M3-as metróvonal részére, Kőbánya-Kispest metróállomásnál. Az építkezési munkákat nehezítette és akadályozta a kedvezőtlen adottságú, mocsaras-tőzeges terep. A 46.000 m2-es területen 2,5 km közúthálózat és 16.512 m vasúti pálya került kialakításra. A területen az alábbi létesítmények kaptak helyet: kocsiszín, hőközpont, villamos javítóüzem, központi szociális épület, fordítókorong, mozgólépcső-javító főműhely, járművizsgáló, ipari víztisztító, pályafenntartási épület, járműmosó, szabadtéri tároló, kétvágányos karbantartó csarnok.
A létesítmény vasúti kapcsolattal is rendelkezik a Budapest–Záhony-vasútvonal felé és napjainkban is üzemel.

## Képtár

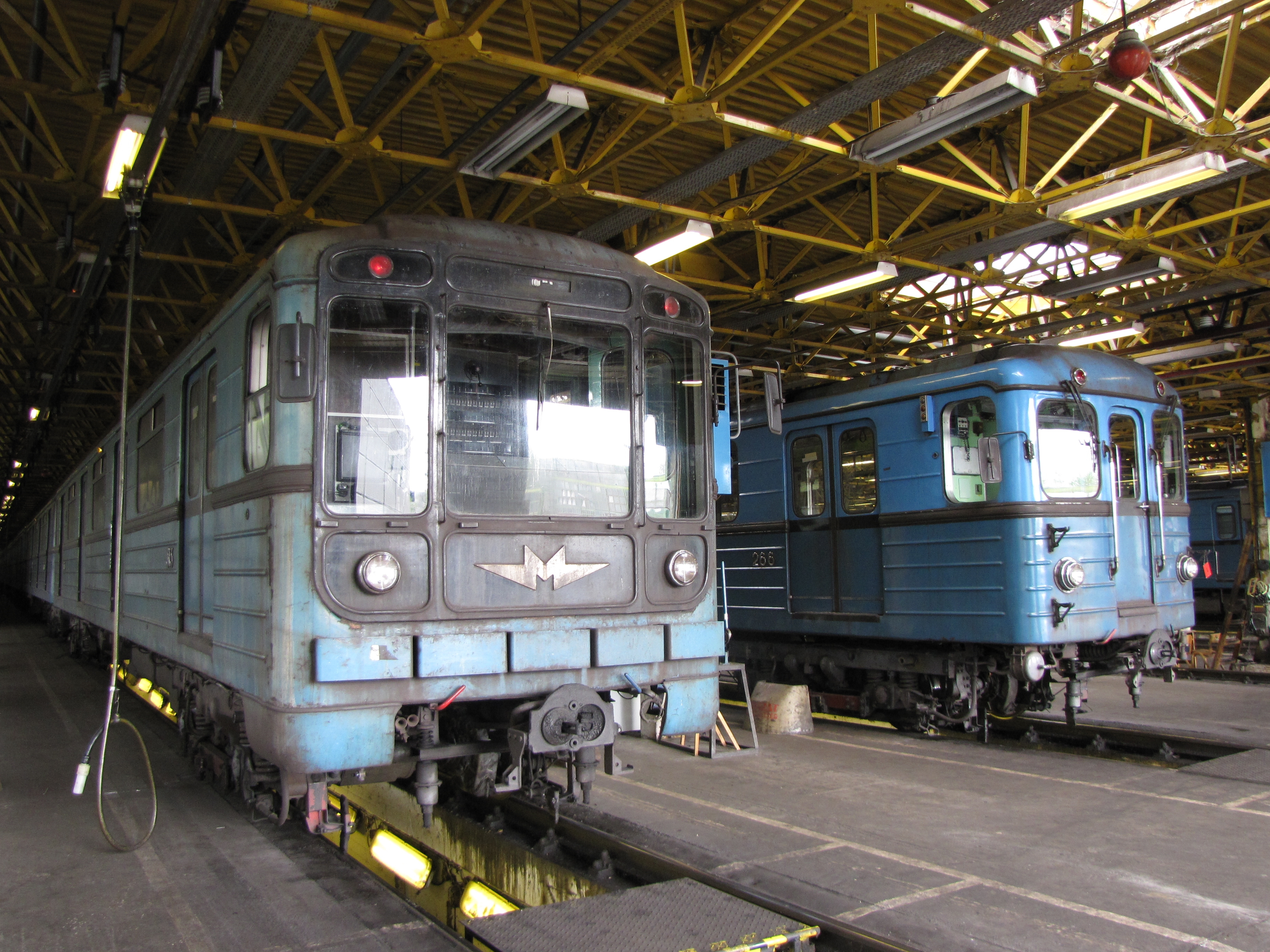
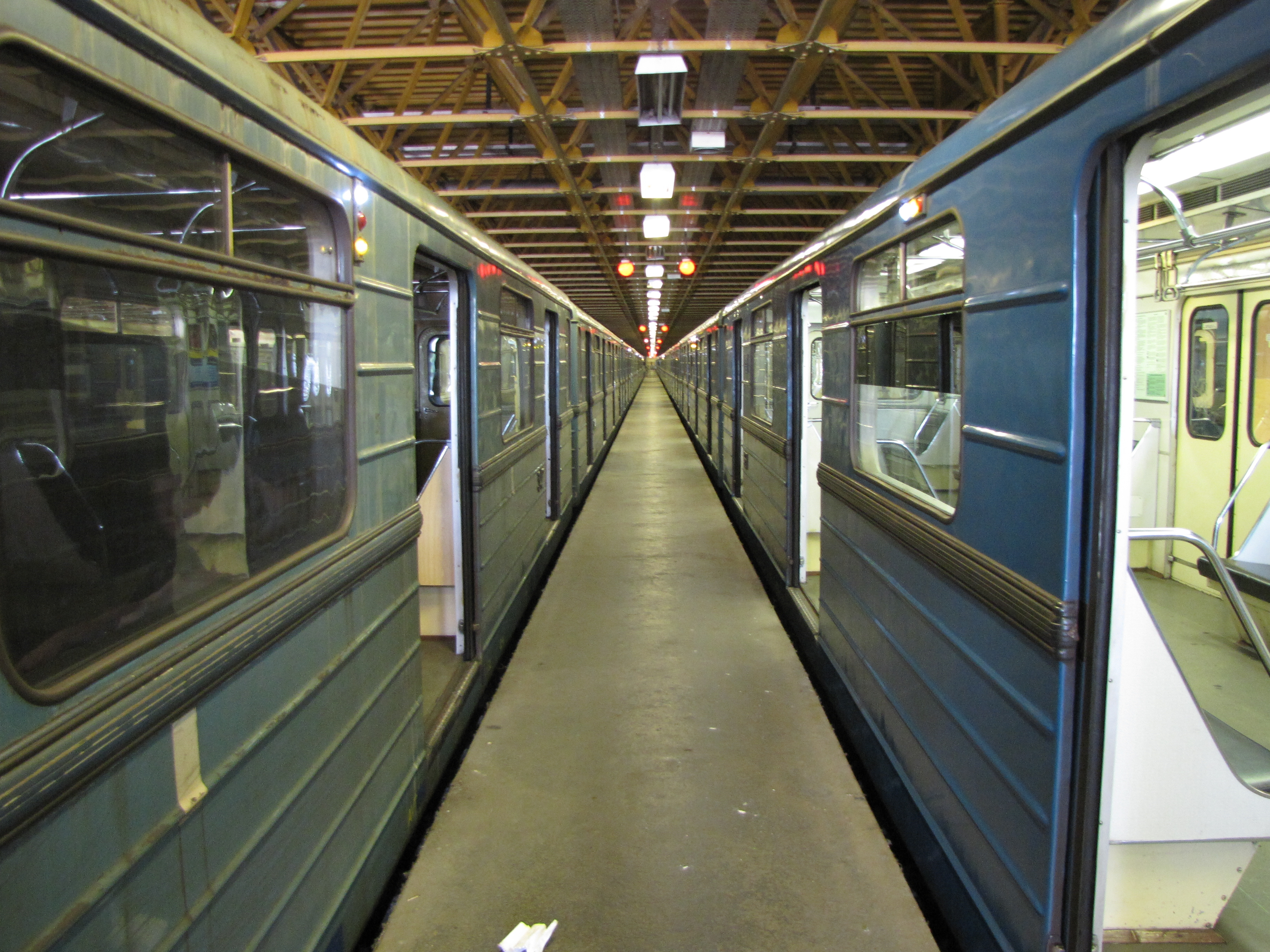
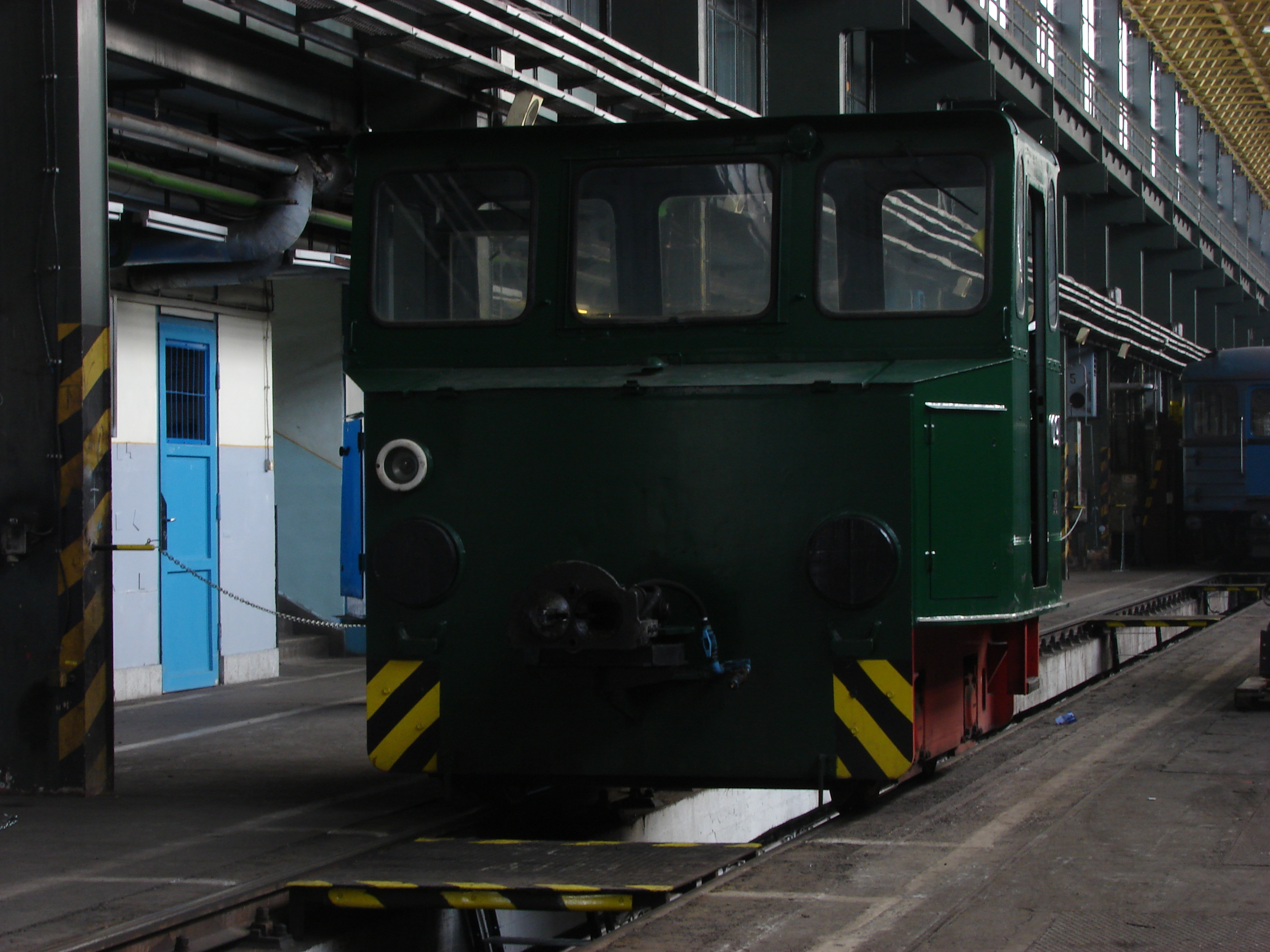
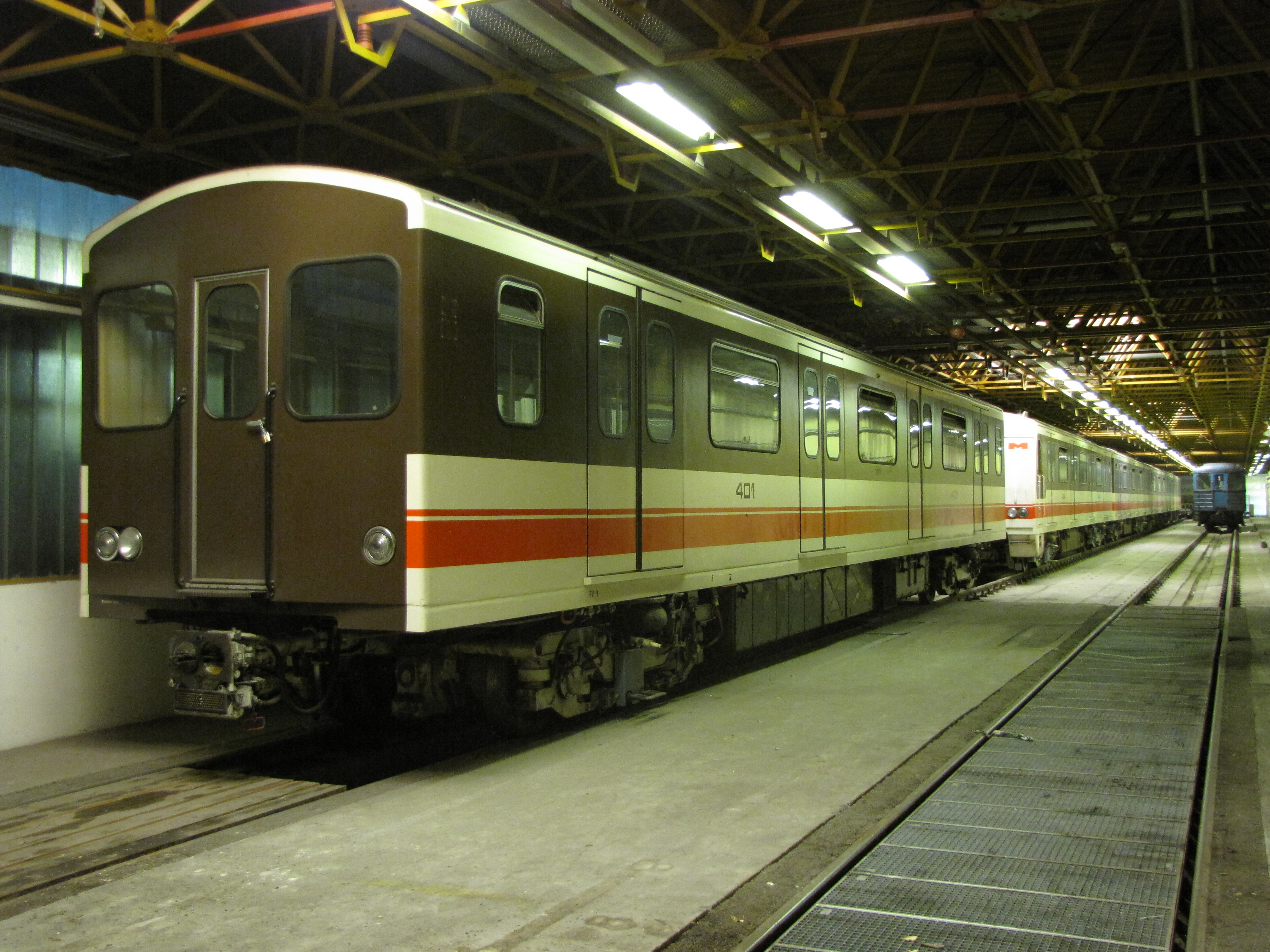
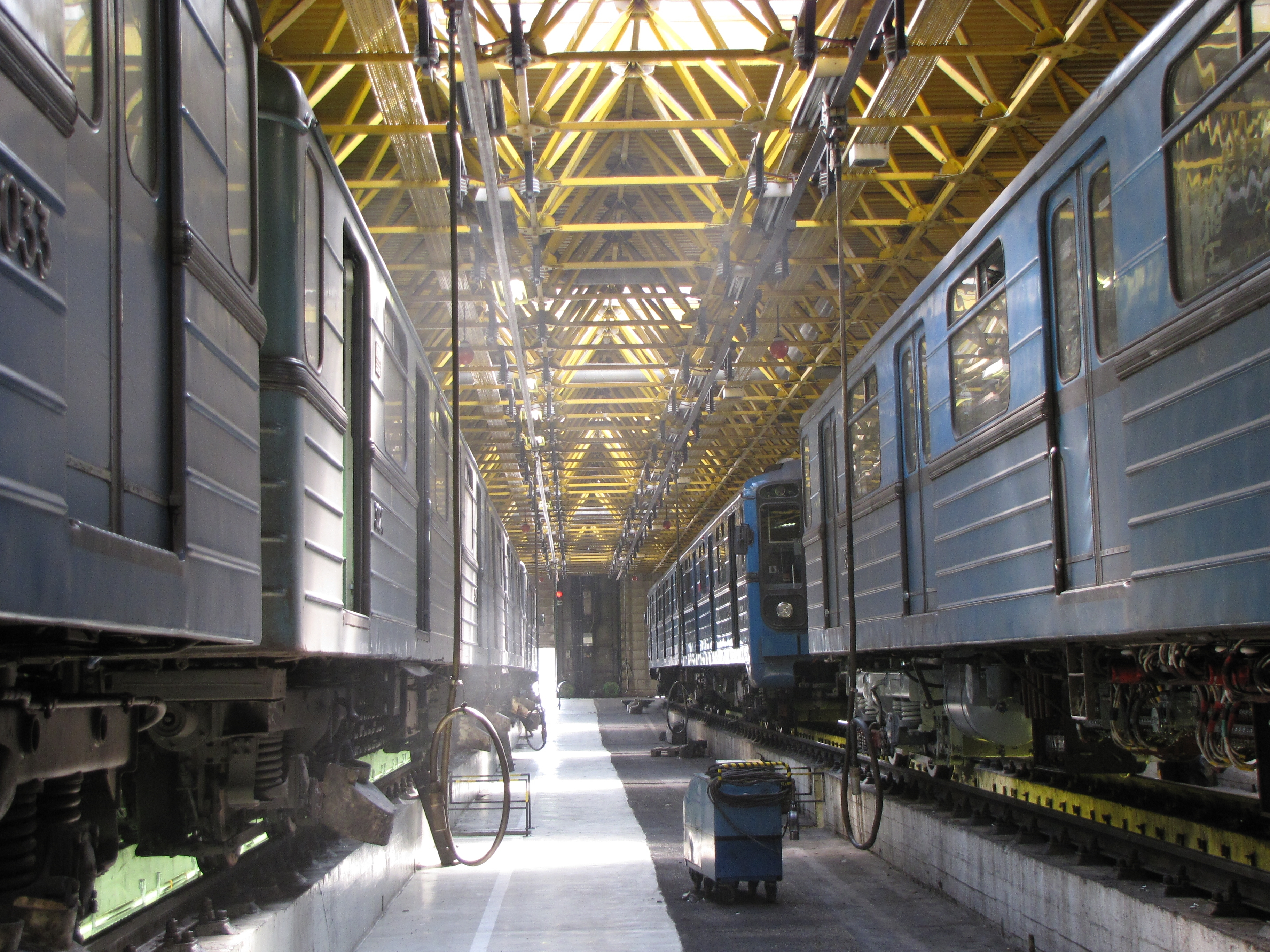
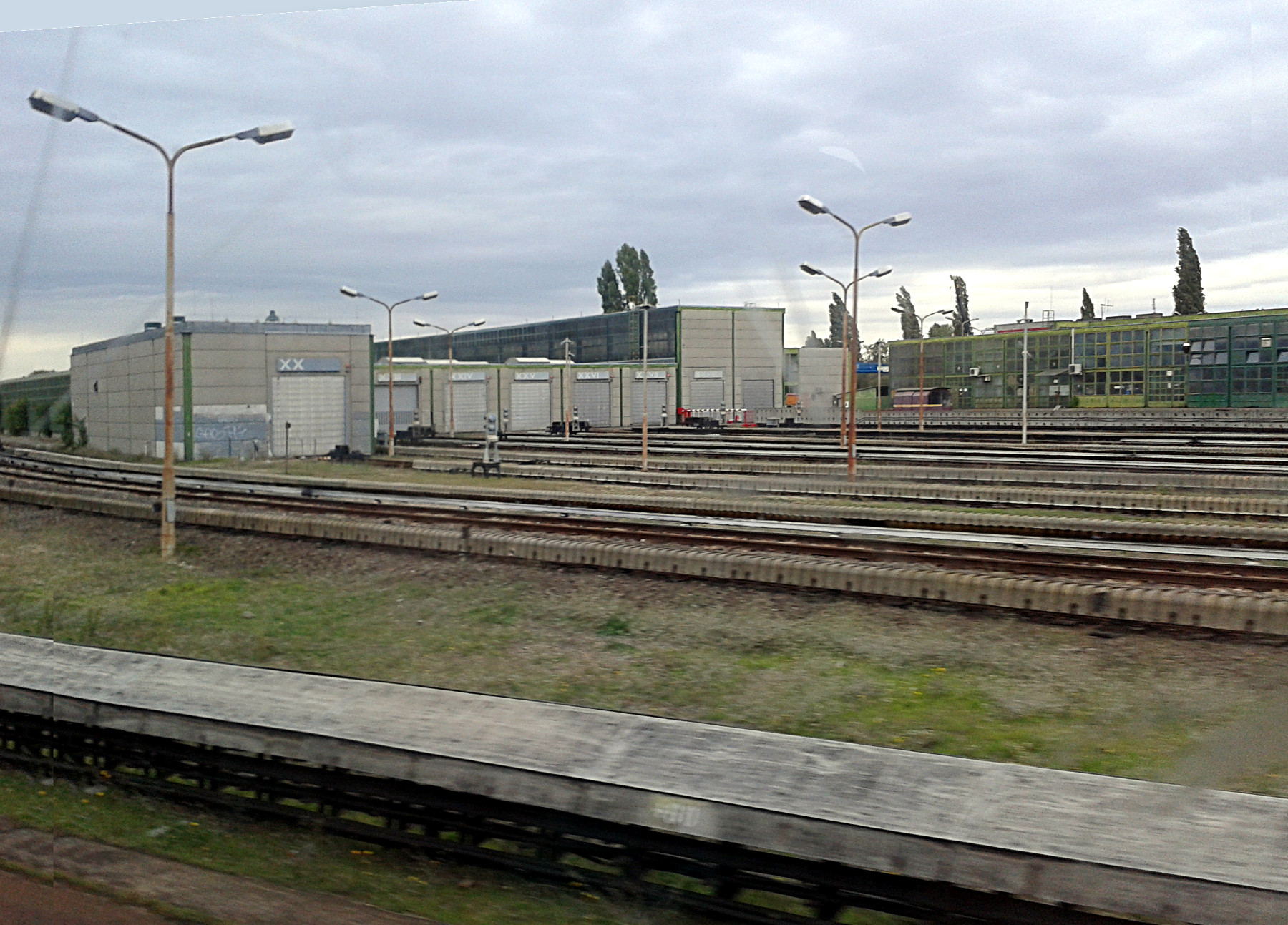
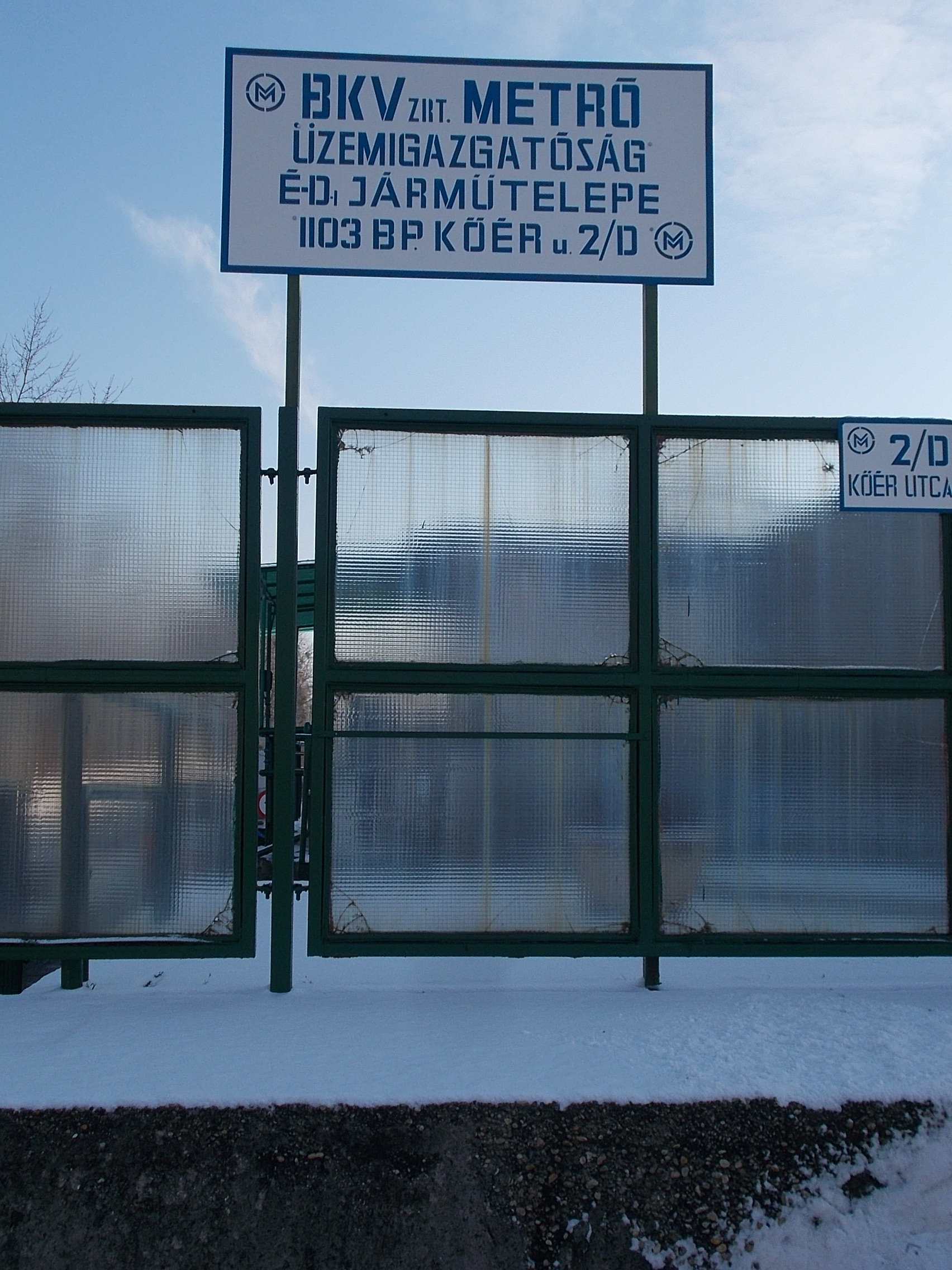